# Eblo II de Roucy
Eblo II de Roucy, fallecido en mayo de 1103, fue un noble normando hijo de Hilduino IV de Montdidier, conde de Roucy y señor de Ramerupt, y de Alicia de Roucy. Fue conde de Roucy desde 1063 hasta 1103. Su hermana Felicia fue reina consorte al casarse con Sancho Ramírez, rey de Aragón y de Pamplona.

## Biografía
Partió hacia Aragón para combatir a los sarracenos durante la llamada Cruzada de Barbastro (1064), luego ayudó a Sancho Ramírez, rey de Aragón, y es puesto, en 1071, por orden papal al frente de un numeroso ejército aunque cometiendo algunas tropelías; aunque no hay más noticias de esta cruzada, ni donde tuvo lugar ni el resultado, si tuvo éxito, quizá fuera contra Barbastro, o probablemente se trató de la recuperación de la fortaleza de Graus que tenía obligación de infeudar el territorio conquistado a la Santa Sede.
También ayudará a su cuñado en la conquista del reino de Pamplona (1076). En esta segunda expedición también participó su sobrino también participó Rotrou III de Perche. Después de la victoria, Sancho se casó con Felicia de Roucy, hermana de Eblo.
Se puede suponer que participó en otras lejanas aventuras, en particular contra Bizancio con Roberto Guiscardo, príncipe de Salerno, y luego que se casó con su hija alrededor de 1081. En 1082, donó sus viales de Mortcerf a la abadía de Saint-Martin de Pontoise. 
Eblo y sus hijos no tomaron parte en la Primera Cruzada, lo cual es sorprendente, dada su naturaleza aventurera y las alianzas hechas con señores del Oriente latino.
Participó en las cruzadas en la península ibérica y en la itálica, con la esperanza de recibir un principado más grande que su condado de Roucy, sin obtener nada. De regreso a Champaña, intentó forjar un principado para sí mismo a costa de sus vecinos y del arzobispo de Reims. Suger lo describió, así como a su hijo Guiscard, como un barón muy tiránico y tumultuoso, describiendo los estragos que causó en la región de Reims. Durante el verano de 1102, el futuro rey Luis VI el Gordo tuvo que ir a la guerra, para someterlo y poner fin a sus correrías.

## Matrimonio e hijos
De su esposa Sibila de Hauteville, hija de Roberto Guiscardo, príncipe de Salerno, y Sichelgaita de Salerno, dejó:
- Guiscard Cholet;
- Tomás Cholet;
- Hugo I Cholet (c. 1090 † 1160), conde de Roucy;
- Eblo, padre de otro Eblo;
- Manasés, padre de un Tomás y una Petronila, casado con Raúl, conde de Vieille-Ville;
- Ermengarda, casada con Gervasio, señor de Bazoches, probablemente pariente de Gervasio de Bazoches, príncipe de Galilea;
- Mabille (c. 1095 † 1122), casada en primeras nupcias con Hugues du Puiset (1070 † 1112), señor de Puiset (Hugo II) y conde de Jaffa (Hugo I), y en segundo matrimonio en 1121 con Alberto de Namur (1070 † 1122), conde regente de Jaffa;
- Agnes, casada con Godofredo de Ribeaumont, luego con Simón II, Señor de Clefmont.

## Una familia desconocida
El Chronicon Laetiense menciona a un Eblo, conde de Roucy, hijo de Hilduino y padre de cuatro hijas:
- Beatriz, casada con Gauthier de Fontaine;
- una hija casada con Alard de Châtelain;
- una hija casada con Henri de Birbais;
- una hija casada con Guillaume de Hauterive.

El único conde de Roucy llamado Eblo e hijo de Hilduino es Eblo II, pero las hijas y yernos mencionados en la crónica no corresponden a las hijas y yernos conocidos. De hecho, no está claro cuánto crédito se le puede otorgar a esta fuente.